# Axiom Space

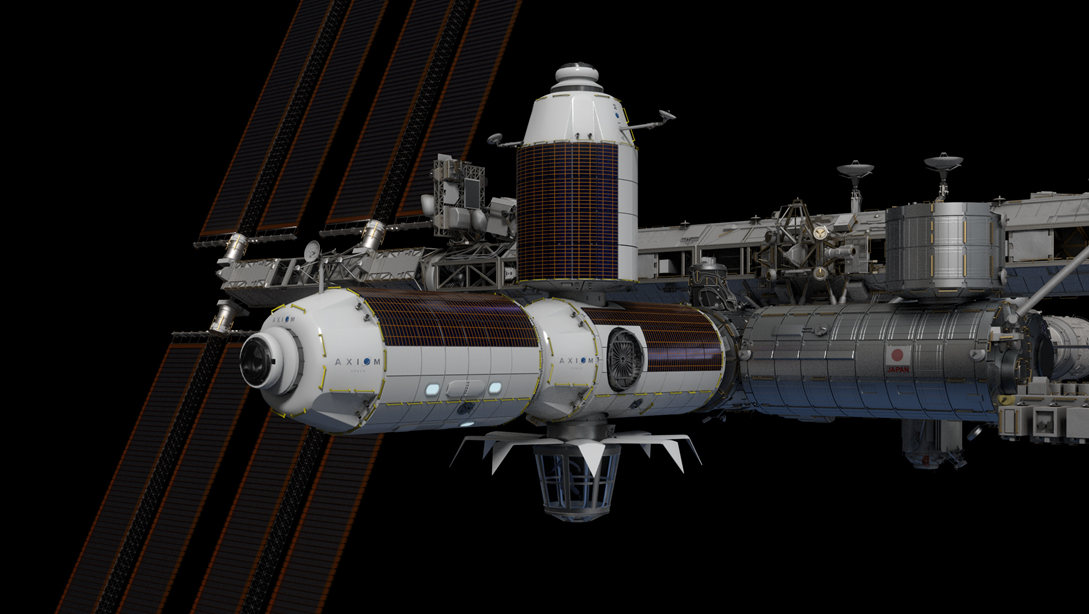
Схема пристыковки модулей сегмента «Аксиом» к МКС

Axiom Space (англ. Axiom Space) — американская компания, занимающаяся космическим туризмом и космическими технологиями, главная заявленная цель которой — создание нового, коммерческого сегмента Международной космической станции.
Штаб-квартира компании расположена в городе Хьюстон (штат Техас), рядом с Космическим центром Джонсона.
Основана в 2016 году Майклом Т. Саффредини из Космического центра Джонсона, бывшим главой программы МКС в НАСА, имеющим 30-летний опыт работы в космической промышленности. Соучредитель компании, Кэм Гаффариан, имеет 40-летний опыт работы в космической промышленности.
Компания планирует создание первых коммерческих модулей МКС, которые впоследствии станут основой коммерческой космической станции «Аксиом», и управление ими. При этом компания не будет ни производить, ни запускать модули самостоятельно, а заказывает их у производителей, являясь лишь интегратором процесса.
В 2022 году НАСА поручило компаниям Аксиом Спейс и Коллинз Аэроспейс разработку скафандров нового поколения для МКС и программы «Артемида».

## Сотрудники и смежники
Сотрудники компании, в основном, имеют богатый опыт работы в НАСА или у подрядчиков НАСА; так, в компанию входят четырежды летавший на МКС астронавт Майкл Эладио Лопес-Алегриа, а также командиры Спейс Шаттлов Бретт Джент и Чарльз Болден. На 2020 год в компании состояло лишь 50 сотрудников, однако уже в августе 2021 — около 200, на ноябрь 2021 года — более 300, а к концу 2024 года их число планируется увеличить до 1000.
Компания сотрудничает со многими ведущими фирмами аэрокосмической отрасли США и ЕС: имеющими опыт изготовления нескольких модулей МКС — Boeing, Thales Alenia Space и другими.

## Модули и станция Аксиом
В 2018 году, по заказу компании, французский дизайнер Филипп Старк, сын аэрокосмического инженера и сам энтузиаст космонавтики, разработал дизайн интерьера будущих модулей сегмента.
27 января 2020 года НАСА объявило, что выбрало компанию Аксиом Спейс для разработки, постройки, запуска и пристыковки к МКС трёх больших модулей, которые составят сегмент «Аксиом». Первый модуль планируется запустить в 2026 году.
Когда проект МКС будет закрыт, Axiom Space планирует подключить к своим модулям независимую энергетическую платформу, отстыковать их и использовать как коммерческую космическую станцию.

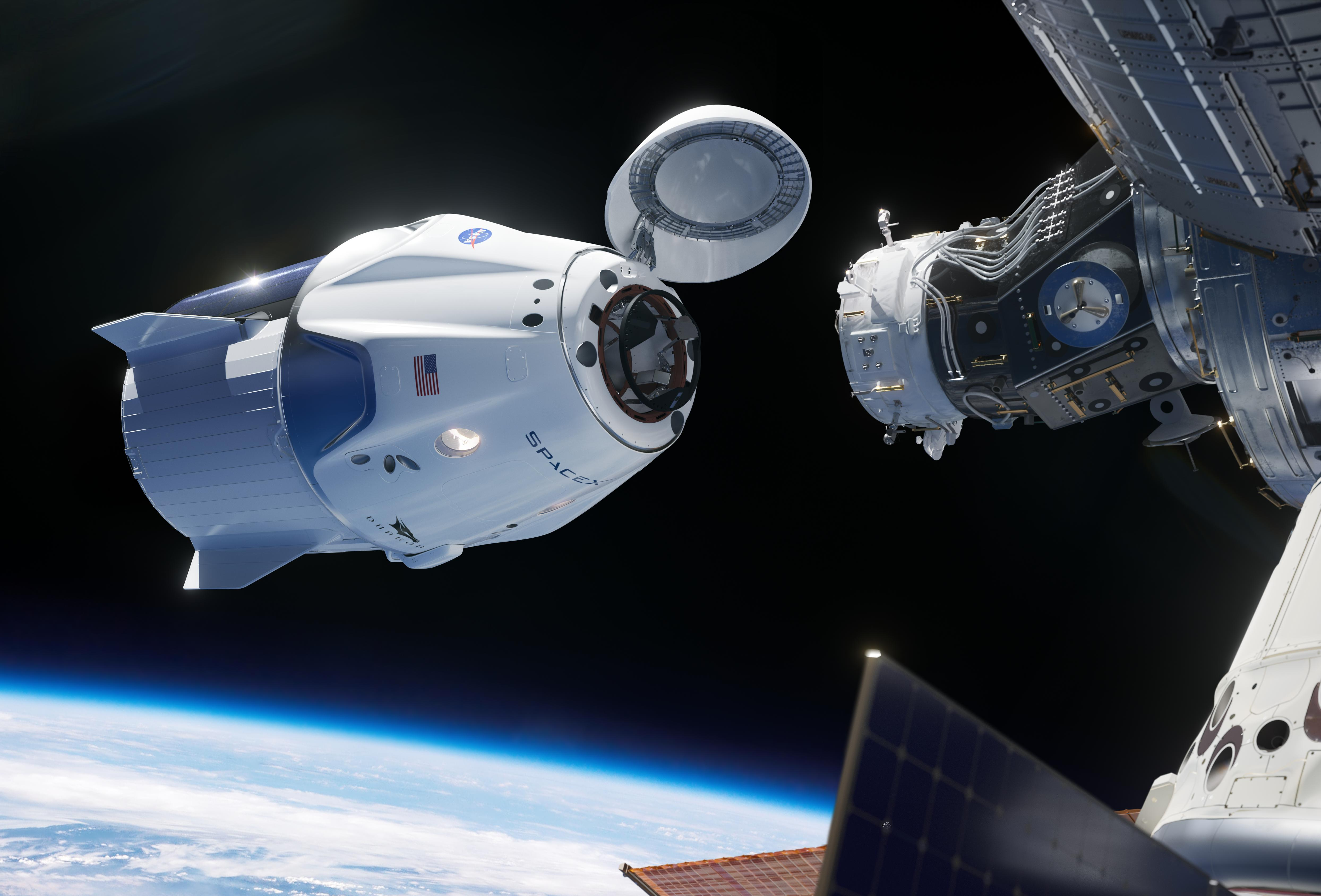
Корабль SpaceX Crew Dragon приближается к МКС

## Полётные миссии
Компания планирует организацию тренировок для коммерческих космонавтов, сотрудничество с государственными и частными партнёрами в организации космического туризма. Билеты на 8-дневное посещение МКС планируются по цене в 55 миллионов долларов США; пакет будет включать 15-недельную подготовку на Земле. Полёты с космическими туристами планируется совершать 2—3 раза в год. На 2020 год в портфеле компании уже есть подписанный контракт на посещение МКС и несколько потенциальных заказчиков, с которыми ведутся переговоры.

### SpaceX AX-1
В марте 2020 года компания заказала компании SpaceX на вторую половину 2021 года свой первый полёт к МКС, в экипаж которого вошли профессиональный командир Майкл Лопес-Алегриа и три туриста: американский предприниматель Ларри Коннор, выполнявший работу пилота, канадский инвестор Марк Пати и израильский бизнесмен Эйтан Стиббе. Дублёрами экипажа являлись Пегги Уитсон (командир) и Джон Шоффнер (пилот). Запуск миссии неоднократно переносился, и состоялся 8 апреля 2022 года. В ходе миссии экипаж был вынужден задержаться на станции на 4 дня из-за плохой погоды в месте приводнения. Всего члены экипажа провели в космосе 17 дней и вернулись на Землю 25 апреля.

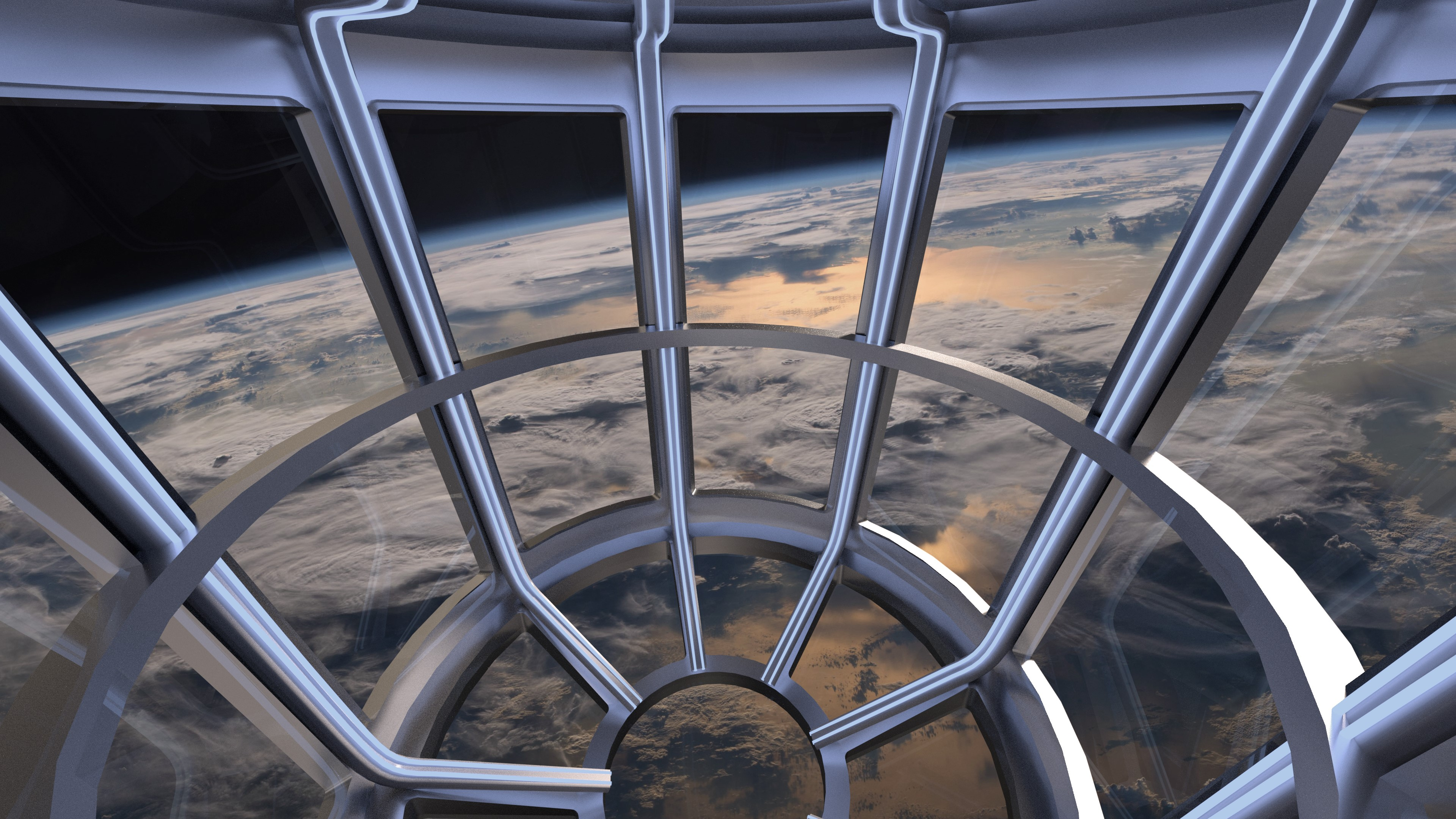
Купол «Аксиом»

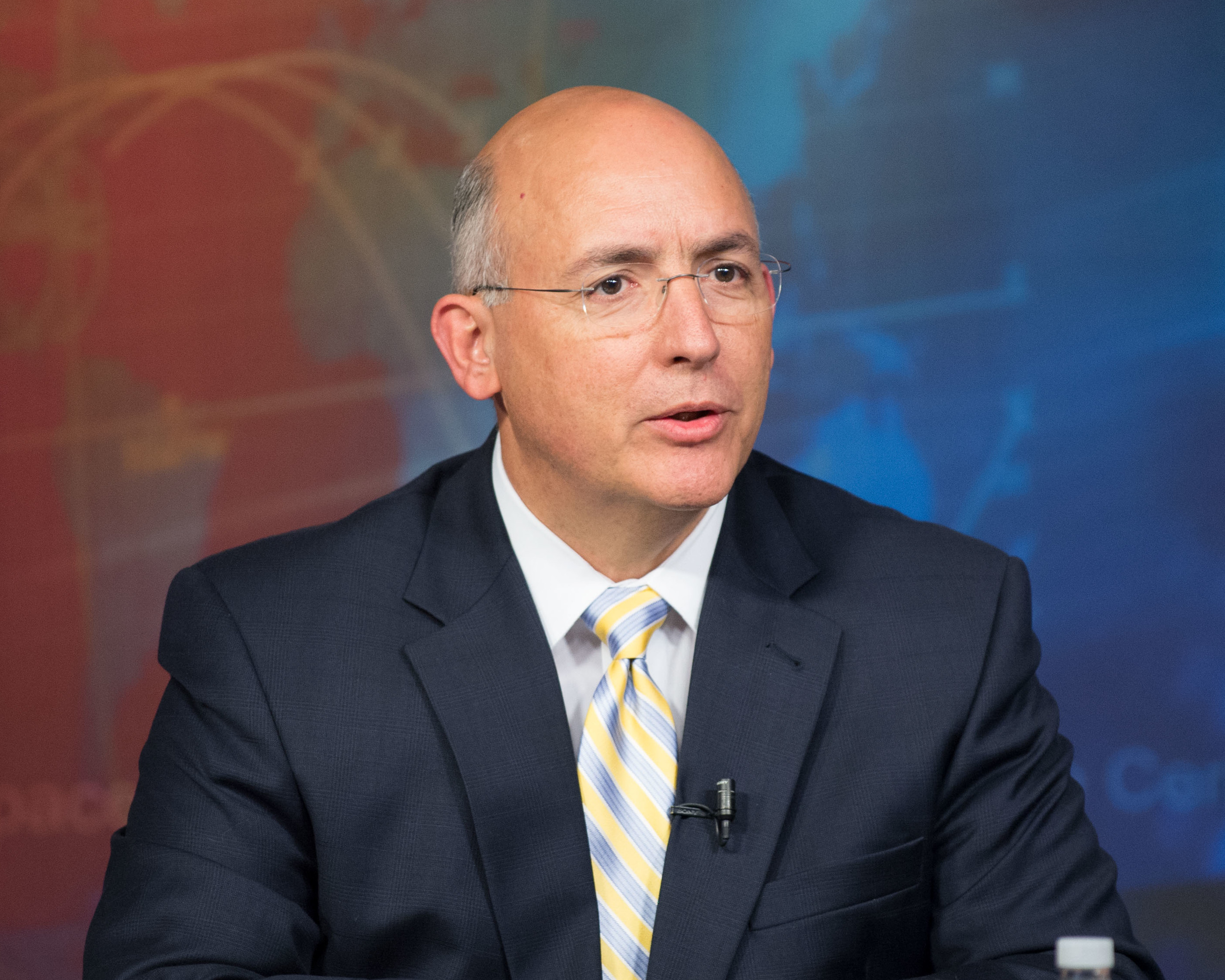
Основатель Аксиом Спейс — Майкл Саффредини

### Посредничество между НАСА и Роскосмосом
В 2022 году Аксиом Спейс выступила посредником между НАСА и Роскосмосом, проведя оплату в размере 2 миллиардов рублей за полёт Марка Ванде Хая на МКС на кораблях Союз МС-18 и Союз МС-19.

### Список миссий Axiom
| Название    | Запуск            | Посадка        | Экипаж (чел) |
| ----------- | ----------------- | -------------- | ------------ |
| SpaceX AX-1 | 8 апреля 2022     | 25 апреля 2022 | 4            |
| SpaceX AX-2 | 21 мая 2023       | 31 мая 2023    | 4            |
| SpaceX AX-3 | 18 января 2024    | 9 февраля 2024 | 4            |
| SpaceX AX-4 | 25 июня 2025      | 15 июля 2025   | 4            |
| SpaceX AX-5 | не ранее мая 2026 |                |              |